# Pont ferroviaire du Tay
 (mai 2022).
Si vous disposez d'ouvrages ou d'articles de référence ou si vous connaissez des sites web de qualité traitant du thème abordé ici, merci de compléter l'article en donnant les références utiles à sa vérifiabilité et en les liant à la section « Notes et références ».
Le pont du Tay est un pont ferroviaire franchissant l'estuaire du Tay au sud Dundee, en Écosse au Royaume-Uni. Il relie précisément les villes de Dundee (au nord) et Wormit (au sud).
L'actuel pont ferroviaire remplace un premier pont construit de 1871 à 1877, qui s'est écroulé à la suite d'une violente tempête, provoquant un accident ferroviaire le 28 décembre 1879. Il est situé en amont du pont routier du Tay.

## Historique
Les premières études du franchissement de l'estuaire du Tay datent de 1854. Elles ont pour objet de remplacer la ligne de train-ferry qui relie les deux rives de l'estuaire, entre Wormit sur la rive sud et Dundee sur la rive nord, par un pont ferroviaire sur la ligne de la North British Railway entre Édimbourg et Dundee.
Le premier pont, inauguré en 1878, permet le passage d'une voie ferrée unique. Son effondrement, survenu lors d’une tempête le 28 décembre 1879, est l'une des plus grandes catastrophes ferroviaires. le second pont, inauguré en 1887, est toujours en service. Il permet quant à lui le passage d'une double voie ferrée.

## Le premier pont

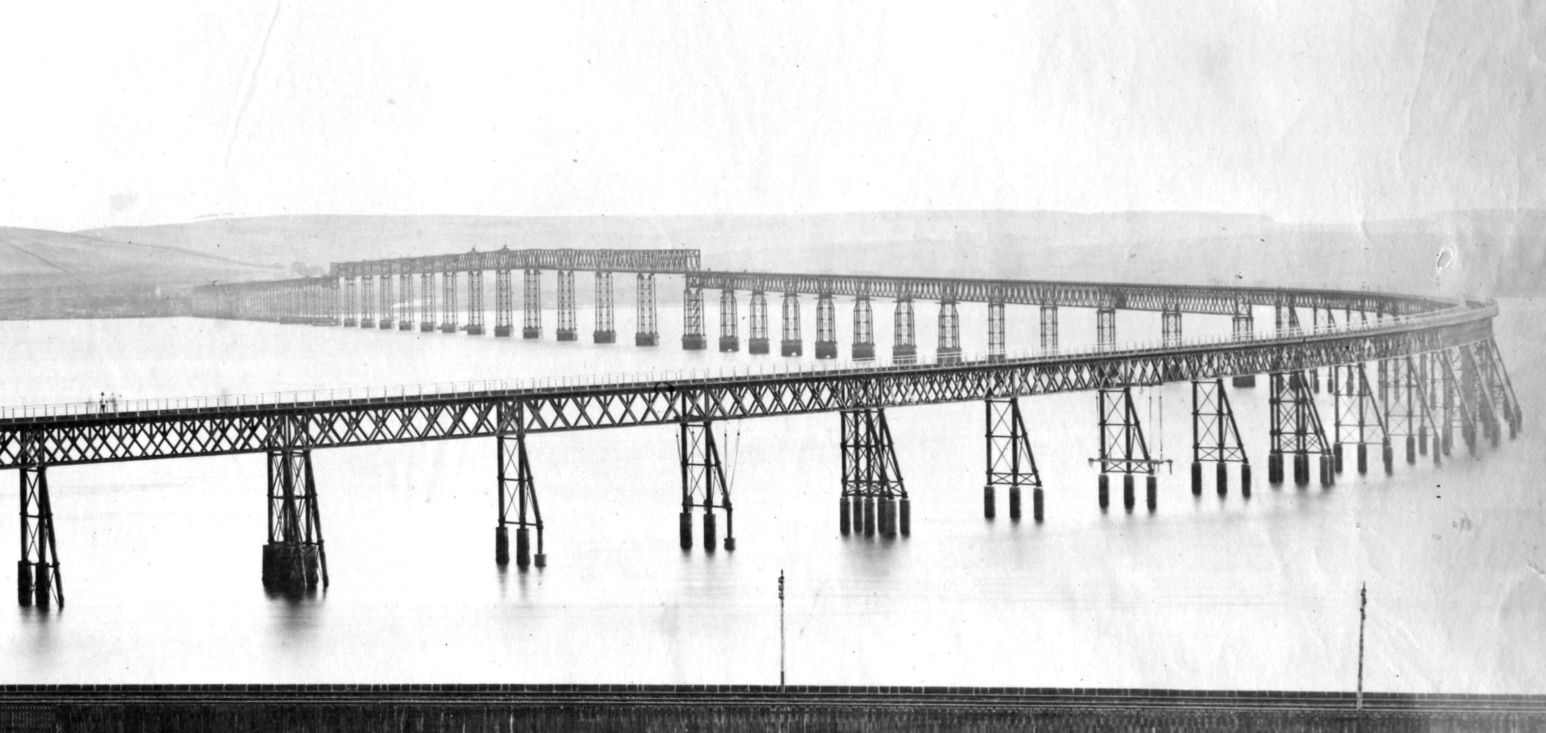
Le premier pont sur le Tay avant son effondrement.

Le projet de construction du premier pont ferroviaire sur le Tay date de 1871. C'est l’œuvre de l'architecte et ingénieur Thomas Bouch. Bouch conçoit dans un premier temps un pont composé de poutres métalliques en treillis devant reposer sur des piliers en brique posés sur le lit du fleuve à faible profondeur. Mais dès le début de la construction, on s'aperçoit que le lit du fleuve n'est pas composé de pierres suffisamment dures pour supporter les piliers en brique. Alors on décide de remplacer ces piliers par des colonnes en fer coulé remplies de ciment et reposant sur des bases circulaires construites en maçonnerie.
Le changement de conception du pont augmente les coûts de construction et provoque des retards notamment après que deux poutres soient tombées dans le fleuve lors de leur mise en place sur le pont.
La construction du pont s'effectue de 1871 à 1877. Il est inauguré le 31 mai 1878 et ouvert au trafic voyageurs le lendemain, le 1er juin 1878. D'une longueur de 3,168 km (3 465 yards), il est à cette époque le plus long pont du monde, composé de 86 travées. Ses travées sont espacées de 74,5 m (245 pieds), à l'exception de deux d'entre elles qui sont espacées de 79 m (229 pieds).
Le 20 juin 1879, la reine Victoria emprunte le pont à bord de son train royal en revenant du château de Balmoral. La reine anoblit Thomas Bouch quelques jours plus tard le 26 juin 1879.

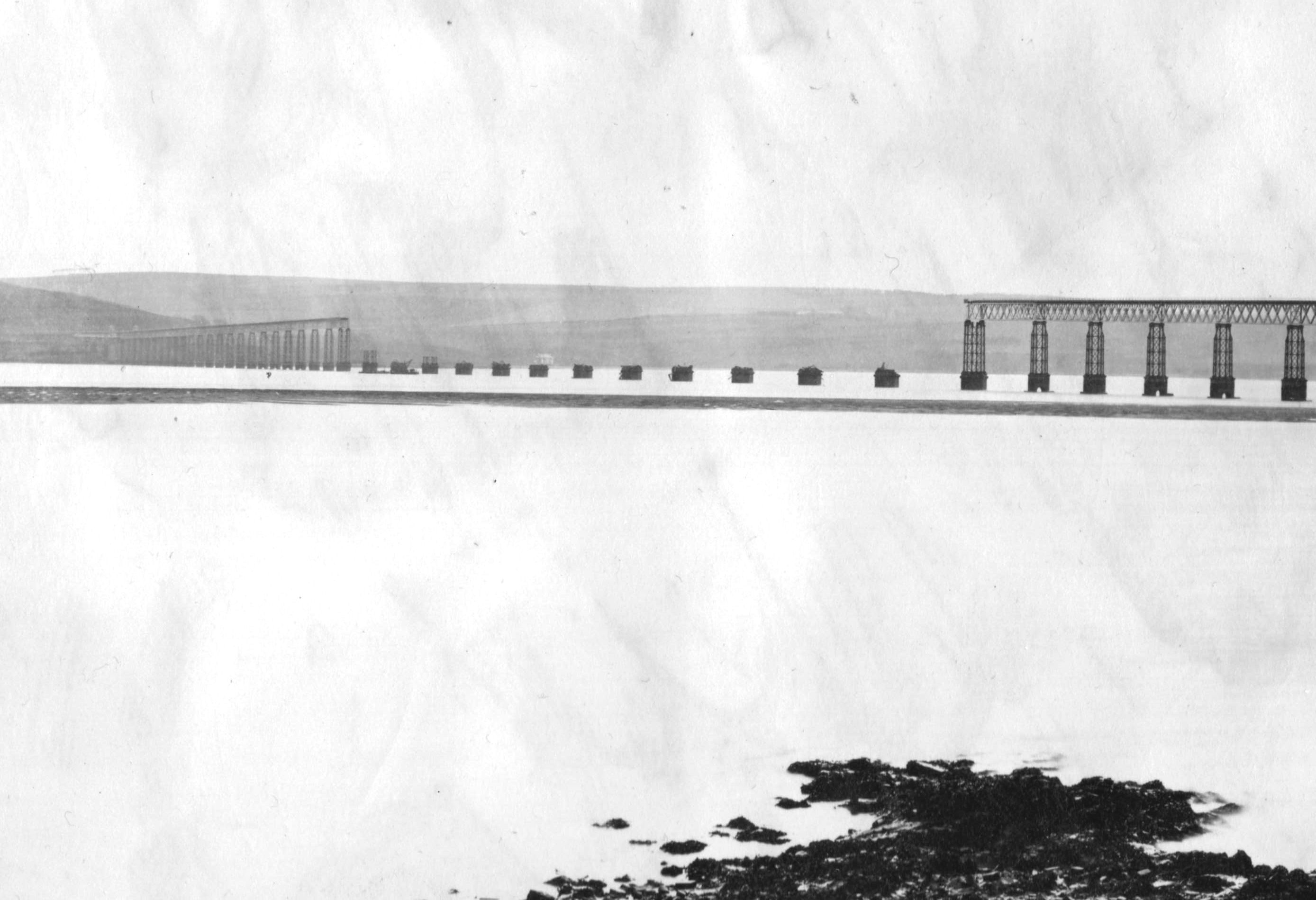
Les travées manquantes après la catastrophe.

Le pont s'effondre dans la nuit du 28 décembre 1879 à 19 h 15, au cours d'une tempête dont les vents violents font céder les arches centrales du pont au moment même où un train composé d'une locomotive et de six voitures le traverse. Le train est alors projeté dans le fleuve, ses soixante-quinze passagers périssent dans les eaux glaciales du Tay.
L'enquête menée à la suite de cette catastrophe indique que les entreprises de la compagnie ferroviaire ont sacrifié la sécurité et la longévité du pont afin de réduire les coûts de sa construction. Les enquêteurs critiquent les méthodes de travail bâclées telles que l'utilisation d'une fonte pauvre et la réutilisation des poutres abandonnées dans l'estuaire, comme étant des facteurs de l'effondrement du pont. L'enquête conclut que le pont « a été mal conçu, mal construit et mal entretenu », que les boulons et les tenseurs en fer n'étaient pas assez résistants pour résister à la pression des vents et que les piliers en fonte avaient été mal construits.
Les bases des piliers originaux de ce pont sont encore visibles au-dessus de la surface des eaux du Tay le long du nouveau pont construit au même emplacement.

## Le second pont
Le second pont sur le Tay est conçu par l'ingénieur britannique William Henry Barlow. La décision de reconstruire le premier pont est prise en juillet 1881 et la première pierre est posée le 6 juillet 1883. Il est achevé en 1887. Le nouveau pont est construit parallèlement au pont détruit.
Le nouveau pont est ouvert au trafic le 13 juillet 1887. D'une longueur de 3 264 m et comportant 85 travées, il permet le passage d'une double voie ferrée.

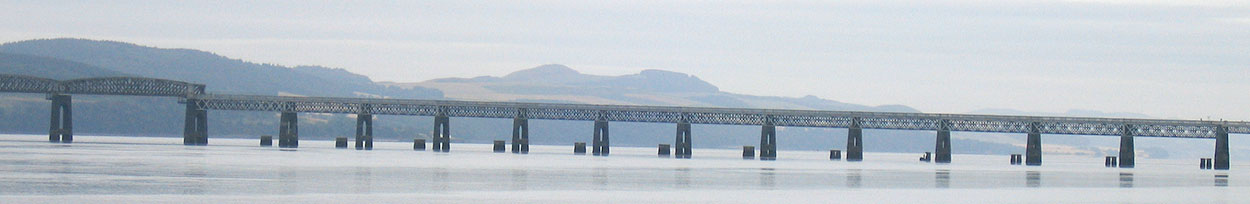
Vue de la partie nord du nouveau pont du Tay, sur la rive de Dundee, où l'on voit les bases des piliers de l’ancien pont.

## Photographies

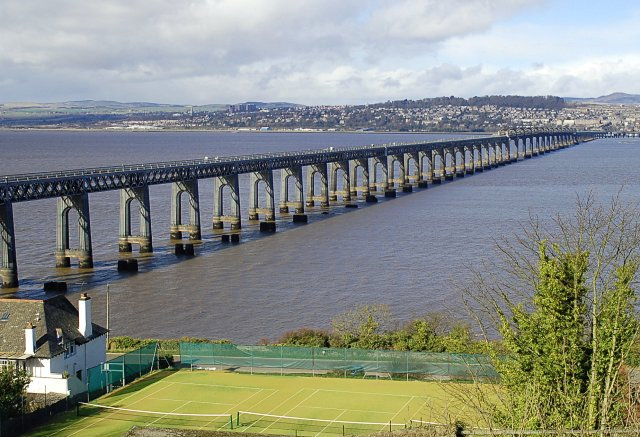
Vue d'ensemble du pont actuel depuis la rive sud.
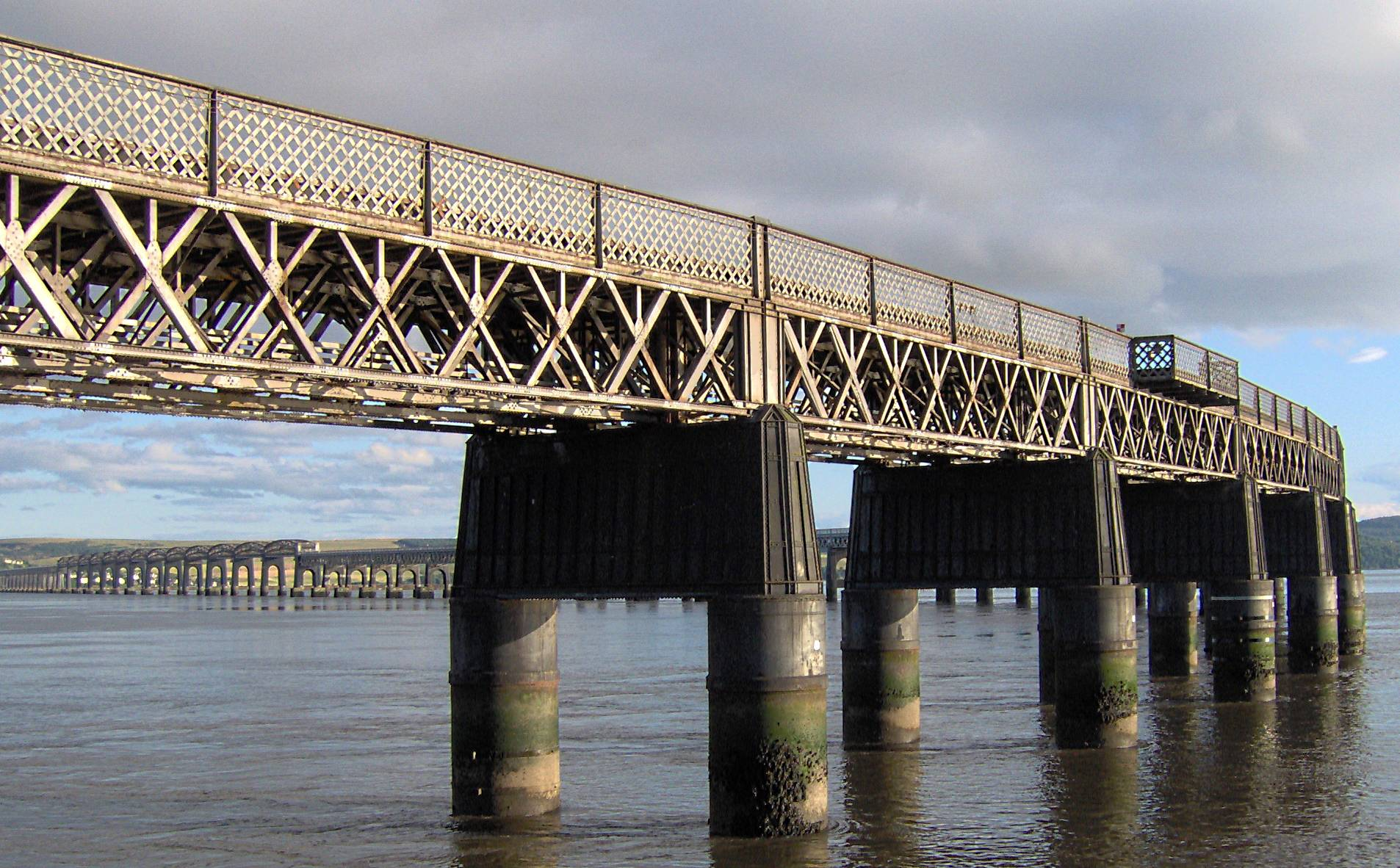
L'actuel pont du Tay vu depuis Dundee sur la rive nord.
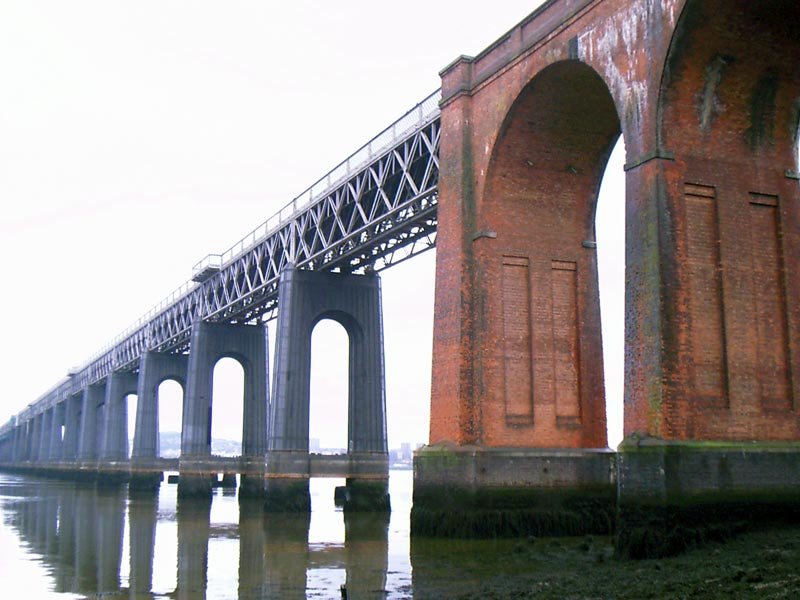
Les premières arches du pont actuel vues depuis Wormit sur la rive sud.